# Библиотека Вуковог завичаја
Библиотека Вуковог завичаја се налази у Лозници, баштини традицију Читаонице основане 1867. године, чији је оснивач било Друштво Подринске слоге. За време Првог светског рата је уништена, да би пред Други светски рат читаоница имала 6.000 књига, а после рата свега 280 књига. Од 1944. године почело се са прикупљањем књижевног фонда, а од 1947. године постављен је стални радник за рад у библиотеци.

## Библиотека данас
Библиотека располаже фондом од око 70.000 књига од којих се у матичној налази 55.000 књига. Своју образовну функцију, библиотека обавља кроз разне културне манифестације које се одржавају у просторијама библиотеке као изложбе, трибине, квизови, књижевне вечери.
У саставу библиотеке данас ради осам издвојених одељења и то у Бањи Ковиљачи, Лешници, Горњој и Доњој Бадањи, Драгинцу, Коренити, Зајачи и Тршићу.